# Sontheimer Straße 7 und 9 (Heilbronn)

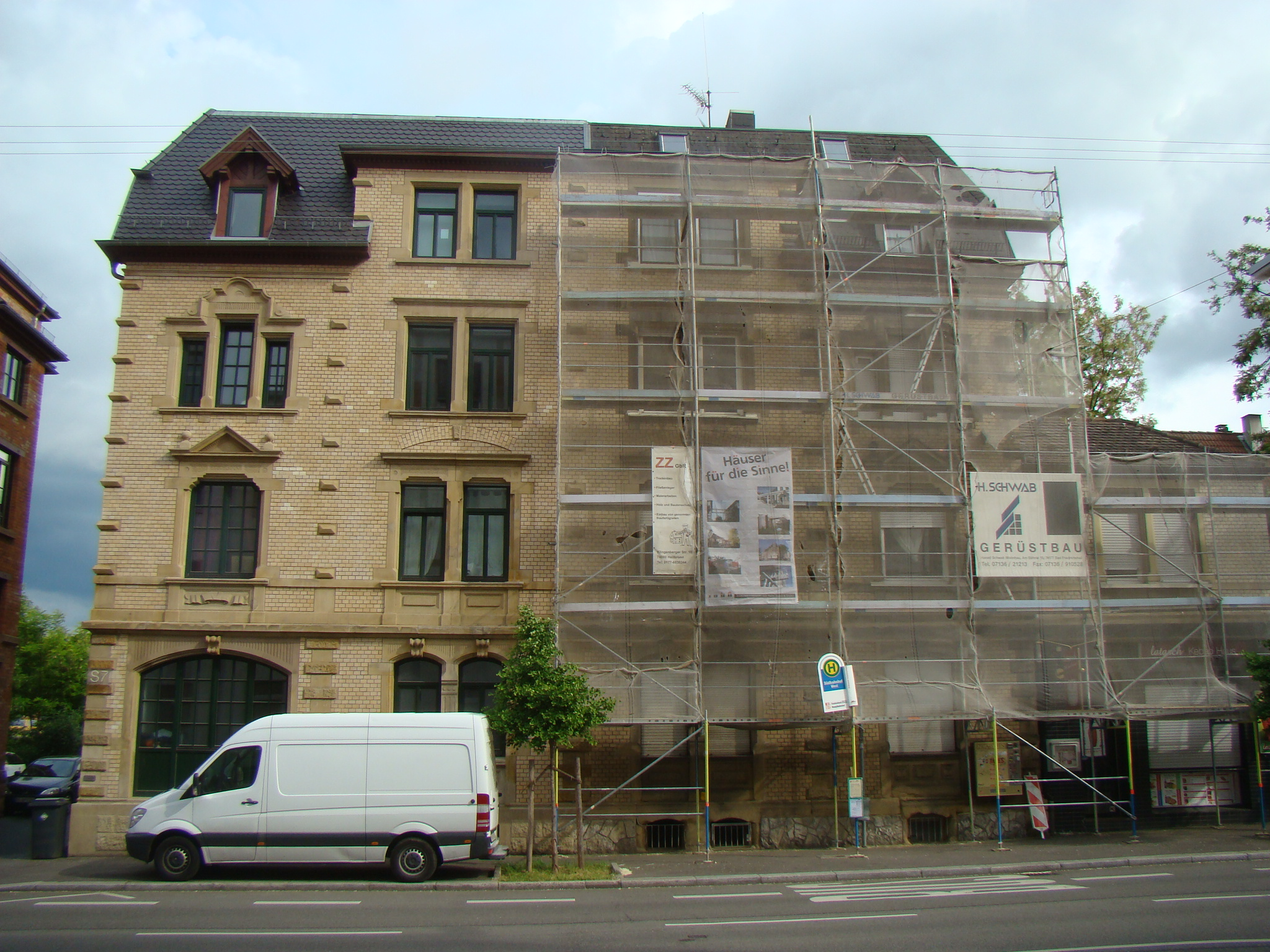
Doppelhaus Sontheimer Straße 7 und 9 in Heilbronn, während der Sanierung von Nr. 9 (Mai 2015)

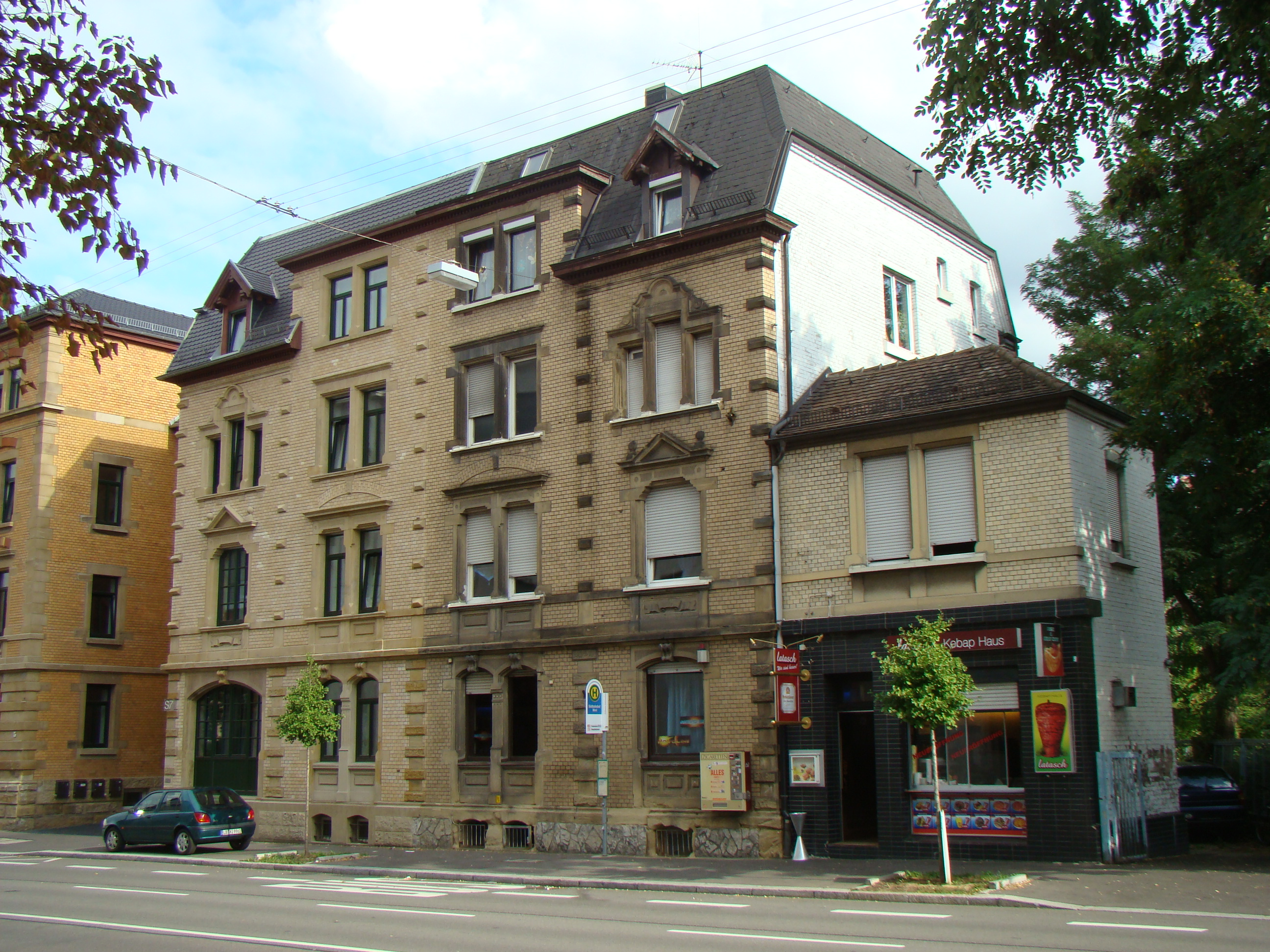
Ansicht aus dem Jahr 2012, Nr. 9 ist noch unsaniert (2012)

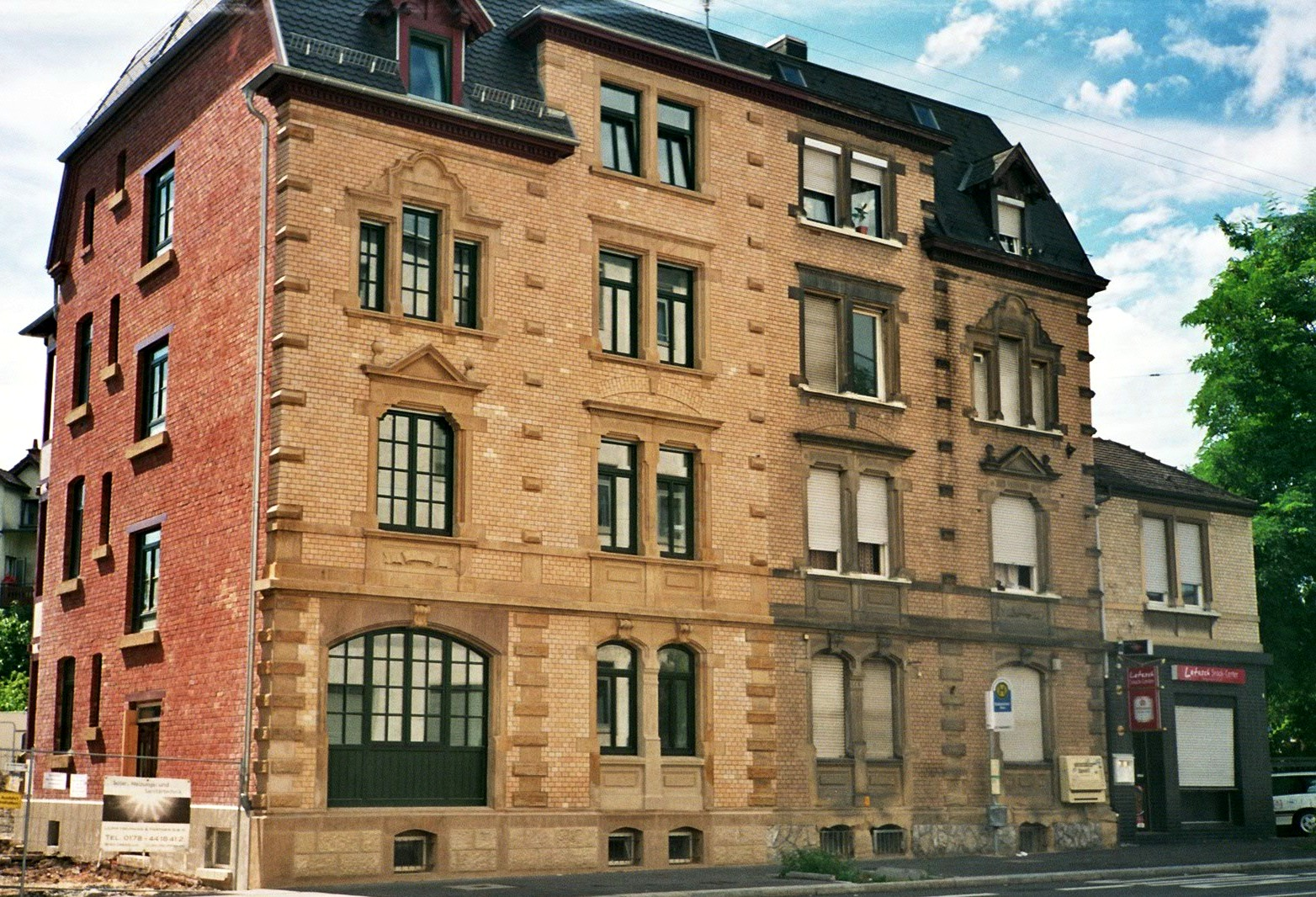
Ansicht aus dem Jahr 2010

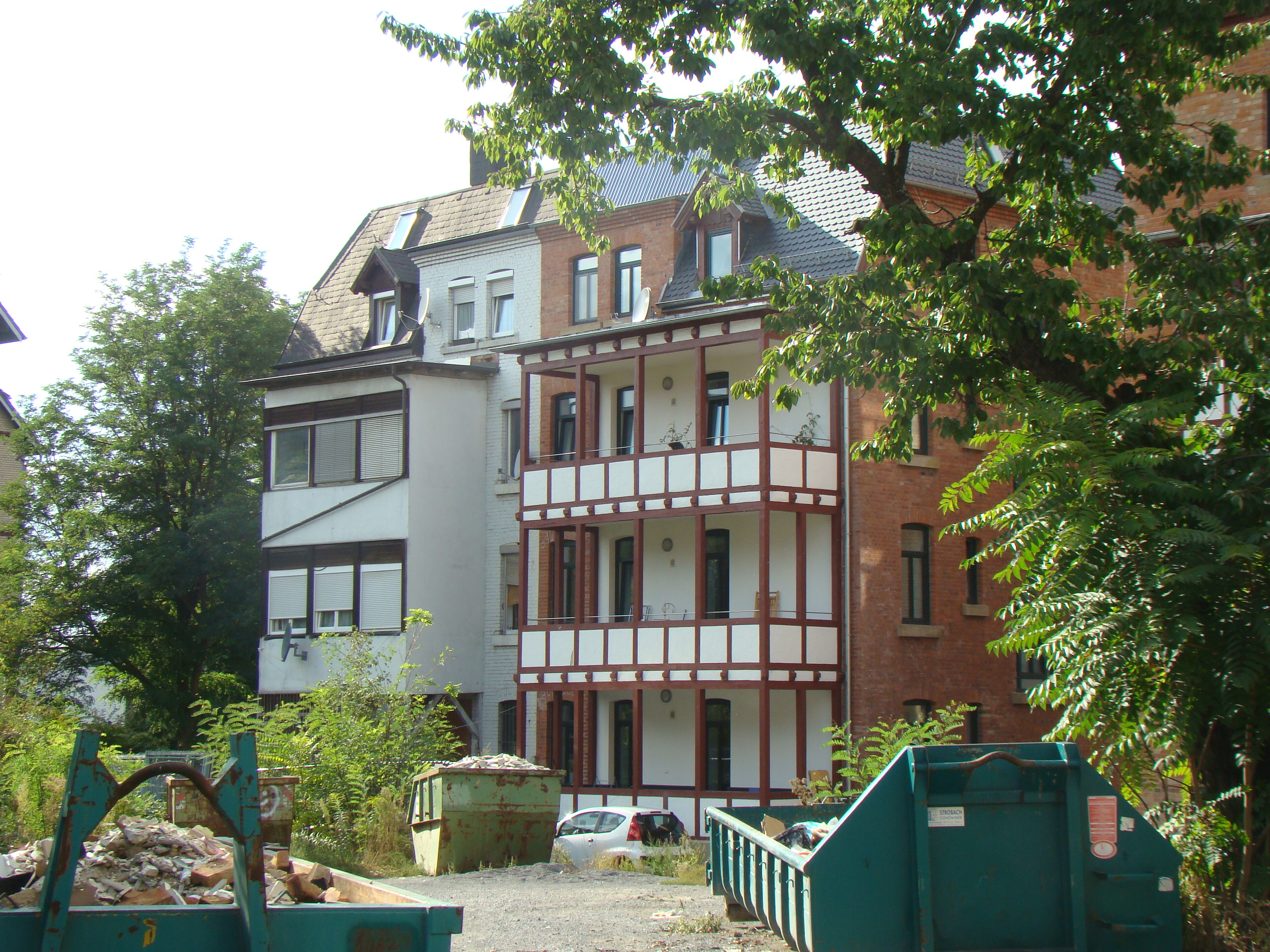
Rückwärtige Ansicht des Gebäudes (2012)

Das Doppelhaus Sontheimer Straße 7 und 9 ist ein Gründerzeitbau in Heilbronn. Das Gebäude gehört zu den als „teils denkmalgeschützten, teils auch als städtebaulich bedeutsam klassifizierten Häusern“ der Stadt. Die Kommune hat die zeitweise zum Heilbronner Rotlichtviertel zählenden Gebäude aus der Gründerzeit zum Sanierungsgebiet Rathenauplatz, Quadrant IV erklärt und für die inzwischen weitgehend abgeschlossene Sanierung 400.000 Euro zur Verfügung gestellt.

## Geschichte
Das Gebäude wurde 1902 fertiggestellt. In Nr. 7 war 1950 der Friseur Jakob Schreyer und die Lebensmittelhandlung von Franz Schönbein, in Nr. 9 war das Lederwarengeschäft Wandschneider. Die Obergeschosse waren vermietet. 1961 hatte Paul Schropp das Friseurgeschäft in der Nr. 7 übernommen, in Nr. 9 war das Radiotechnikgeschäft von Gerhard Hermann.
Die Gebäudehälfte Nr. 7 war ab den 1970er Jahren als Bordell S 7 bekannt, analog zum als S 3 bekannten Bordell im Nachbargebäude Sontheimer Straße 3–5. Der Bordell-Führer Der Strich schrieb über beide Etablissements im Jahr 1984: Rund 20 junge Damen machten die Liebe zu ihrem Beruf und kobern zu gleiche Preisen wie die Nachbarinnen. Zwischen den beiden – unmittelbar vor den Industriebahn-Gleisen der Weltfirma „Knorr“ gelegenen – Häusern der Freude parken die Sportkarossen der Beschützer. In wessen Taschen der Hauptanteil der Einnahmen in beiden Häusern fließt, ist da ersichtlich.
Um das Jahr 2000 wurde die linke Gebäudehälfte (Nr. 7) von der Kommune erworben und weiterveräußert. Während die linke Gebäudehälfte sowie die beiden benachbarten Gebäude Nr. 1 und 3/5 im Jahr 2010 saniert wurden, blieb die Nr. 9 das vorerst einzige Haus des ehemaligen Rotlicht-Ensembles, das noch unsaniert bewohnt wurde. 2015 begann auch die Sanierung der Nr. 9.
Im Untergeschoss des Anbaus von Haus Nr. 9 befindet sich die Imbiss-Gaststätte Latasch. Der aus Polen stammende Inhaber hatte während der Zeit des Nationalsozialismus die Konzentrationslager Auschwitz und Buchenwald überlebt und später in Heilbronn im Imbiss Latasch die ersten Hamburger in der Stadt angeboten. Um den Imbiss Latasch ranken sich viele Legenden aus der Zeit des Rotlichtviertels. Einige Häuser weiter hat sich mit der Regina-Bar auch das letzte Nacht-Lokal des Gebietes erhalten.

## Beschreibung
Die Straßenfassade wird durch ein mittiges Zwerchhaus mit späthistoristischen Ornamenten an Gewänden und Fensterstürzen gegliedert. Der dreigeschossige Ziegelbau hat eine Fassade, die mit Zwillings- und Drillingsfenstern gegliedert ist. Die Zwillingsfenster werden mit einem gemeinsamen schlichten Gesims als Fensterverdachung zusammengefasst.